# Gabrielle Perret-Gentil

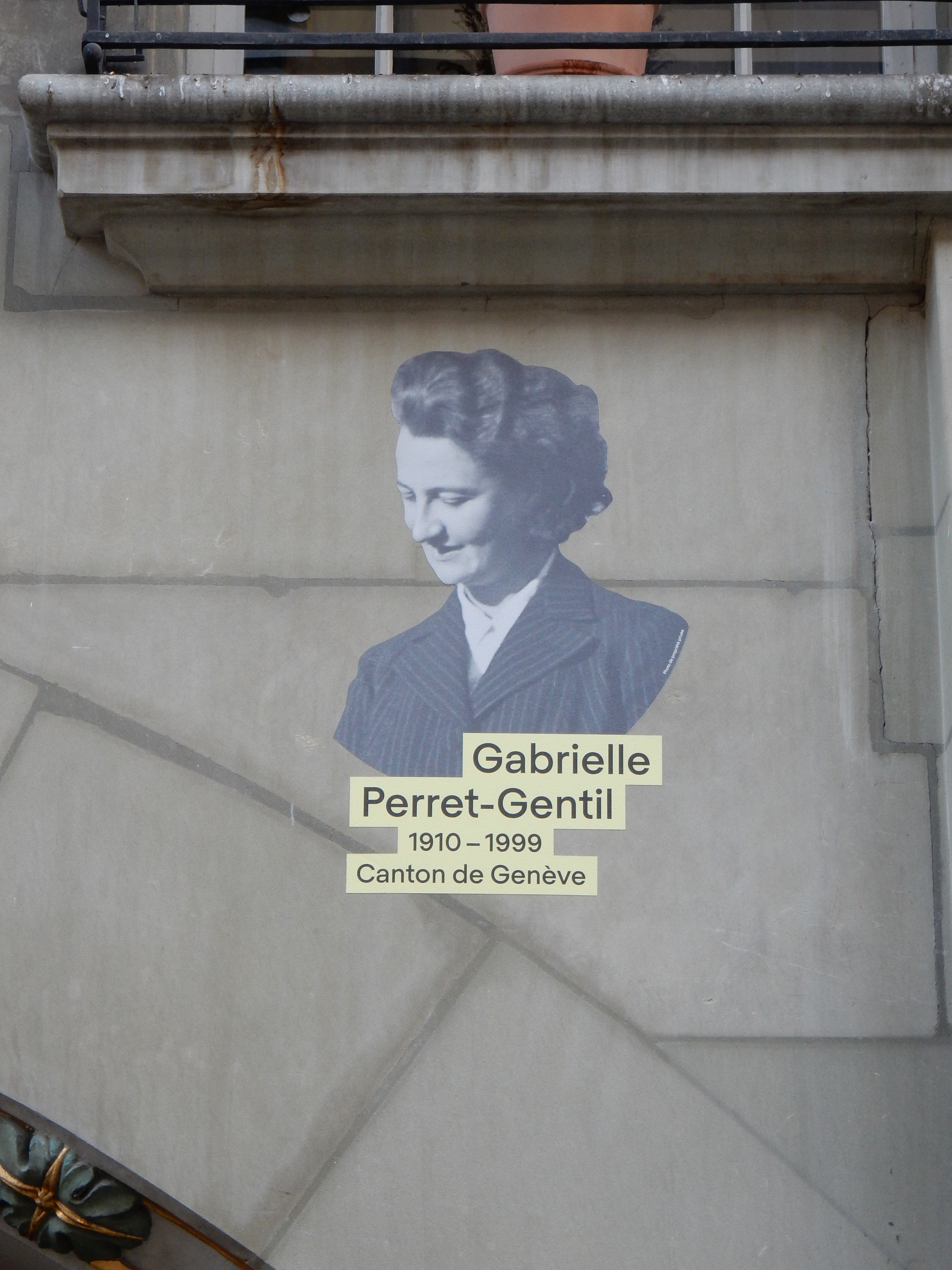
Gabrielle Perret-Gentil (hommage2021.ch)

Gabrielle Perret-Gentil (* 12. Dezember 1910 in Genf; † 14. August 1999 ebenda) war eine Schweizer Gynäkologin, Geburtshelferin und Pionierin für das Recht auf Abtreibung sowie Autorin mehrerer Romane.

## Leben und Werk
Gabrielle Perret-Gentil gehörte zu den ersten Maturandinnen (Abiturientinnen) Genfs und studierte Medizin und Biologie an der dortigen Universität. Sie bildete sich in Zürich und Neuchâtel zur Chirurgin aus und wählte dann als Spezialgebiet die Gynäkologie, die für Frauen eher zugänglich war als die allgemeine Chirurgie. Sie praktizierte an verschiedenen Kliniken in Genf sowie zwischen 1943 und 1945 an Kliniken in Berlin, Hamburg und Dresden. Ihr Sohn interpretierte die Entscheidung, während des Krieges nach Deutschland zu gehen, als Kurzschlusshandlung infolge der Scheidung von ihrem Mann Max Tuchschmid, den sie früh geheiratet und mit dem sie zwei Söhne hatte. Allerdings hatte sie in Deutschland als Frau aufgrund des kriegsbedingten Ärztemangels mehr Möglichkeiten zum selbständigen Arbeiten als in der Schweiz. Nach ihrer Rückkehr nach Genf eröffnete sie dort eine eigene Praxis, die sie 40 Jahre lang als gynäkologische Chirurgin, Frauenärztin und Geburtshelferin führte. In den Anfängen stiess sie als Chirurgin – bei den Kollegen, aber auch bei vielen Frauen – auf Misstrauen und Ablehnung. Trotz ihrer umfassenden Ausbildung, ihrer Erfahrung und ihrer Diplome hatte sie Schwierigkeiten, eine Klinik für ihre erste Operation zu finden, und erhielt eine Zusage nur unter der Bedingung, dass sie sich von einem erfahrenen Chirurgen begleiten und überwachen lassen würde.
Seit den 1950er Jahren setzte sie sich dafür ein, dass die psychischen und sozialen Folgen von ungewollten Schwangerschaften im Rahmen der geltenden Gesetze als vollwertige Begründung für einen Schwangerschaftsabbruch anerkannt wurden. Gemäss den einschlägigen Artikeln des schweizerischen Strafgesetzbuches (Art. 118–121 StGB) war ein Schwangerschaftsabbruch in der Schweiz nur aufgrund einer medizinischen Indikation gestattet, also wenn die Gesundheit der Schwangeren in Gefahr war. Gabrielle Perret-Gentil stützte sich auf die Arbeiten des Genfer Psychiaters Henri Flournoy (1886–1955), der die Gesundheitsgefährdung von ungewollt Schwangeren durch psychische Belastungen aufgezeigt hatte, und führte in ihrer Praxis auf dieser Grundlage zahlreiche Abbrüche durch, wofür viele Frauen auch aus anderen Kantonen und dem Ausland anreisten. Sie wehrte sich erfolgreich gegen politische Versuche, Ausländerinnen von ihren Dienstleistungen auszuschliessen.

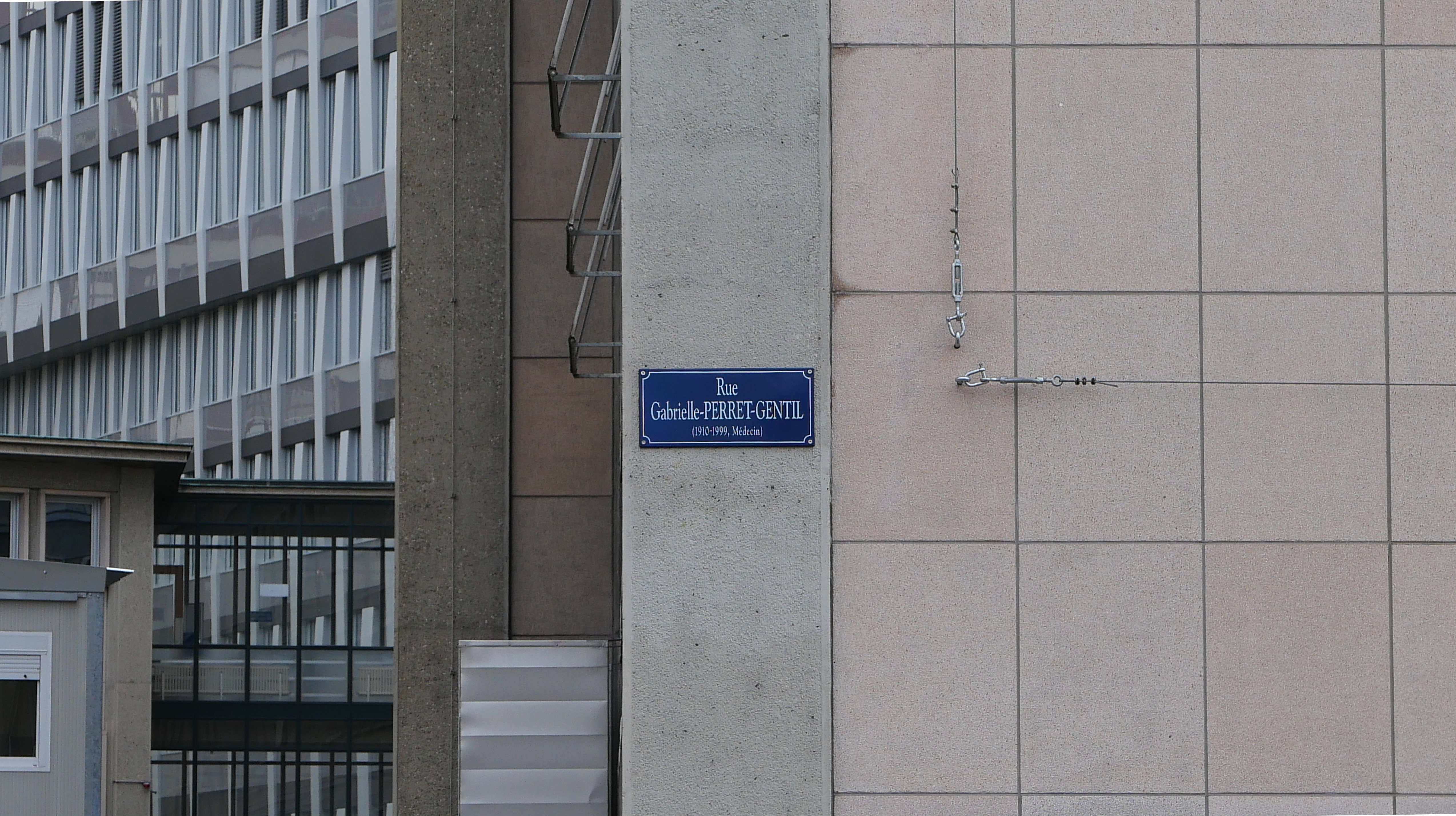
Das Strassenschild der Rue Gabrielle Perret-Gentil am Hauptgebäude des Universitätsspitals

In einer Veröffentlichung Avortement et contraception (Abtreibung und Verhütung) hielt sie 1968 ihre Überlegungen fest und sprach sich für eine Liberalisierung des Rechts auf Abtreibung aus. Sie forderte, dass neben medizinischen auch psychologische, soziale und ökonomische Gründe anerkannt werden müssten.
Nach ihrem Rückzug aus der Praxis lebte sie abwechselnd in Genf und der Toscana und verfasste ein Theaterstück und mehrere historische Romane.
Perret-Gentil starb 1999 im Alter von 89 Jahren in Genf.
Im Jahr 2009 wurde in Genf eine Strasse in der Nähe des Universitätsspitals nach ihr benannt.

## Werke
- Avortement et contraception (Abtreibung und Verhütung). Delachaux et Niestlé, Neuchâtel 1968.
- D’Argent à la croix de gueules (Theaterstück über das Leben von Henri Dunant). 1970.
- Madones et Ribaudes (Roman über den Maler Duccio di Buoninsegna). 1974.
- Le Doigt (Roman über das Leben des heiligen Eusebius, Gründer von San Gimignano). Verlag L’Age d’Homme, 1993.